# 赤月ゆむ
赤月 ゆむ（あかつき ゆむ、10月5日 - ）は、日本の女性声優。主にアダルトゲームに声を当てている。
2019年よりアトリエピーチに所属している。

## 来歴
- 2016年、フリーランス声優としてPCゲーム「スクールオブファンタジア」の雨宮莉亜役でデビュー。同年、自身の同人サークル「AREA140」からオリジナル楽曲の歌唱CDをリリース。以降数々のPCゲームに出演。2019年からは「アトリエピーチ」に所属し、PCゲーム主題歌の作詞や歌唱も担当するなど多岐にわたって活動中[1]。

## 出演作品

### PCゲーム
太字表記はメインキャラクター
2016年
- スクールオブファンタジア（雨宮 莉亜） [2]
- LAMUNATION！（ZED） [3]
- 神さまの耳はけものみみ!? [4]
- 発射できない男(仮)（看護婦） [5]

2017年
- カサブランカの蕾（四條 カナ） [6]
- 悪魔と天使とスキとキス（アイヴィ） [7]
- キミに迫るオトメのレッスン（浅間 里穂） [8]
- Suite Life（如月ミホ） [9]

2018年
- キュートリゾート 〜しようよ エッチなアクティビティ〜（高山 ゆず） [10]
- ココロが繋ぐ恋標（月星 真珠） [11]

2019年
- マッチング結婚〜アプリで見つける最高の花嫁〜（東海林 美紀） [12]
- スタディ§ステディ [13]
- 仲良し姉妹ならキスも中出しもとーぜんだよねっ！（水無月 咲耶） [14]
- もっと!孕ませ!炎のおっぱい超エロ♡アプリ学園!（篠路 遥香/湯谷 香澄） [15]
- ママ×カノ〜教え子のお母さんがエッチな先生で、娘の世話を焼いたら駄目ですか？〜（3組生徒H/2年女子B/女子生徒A） [16]

2020年
- 神様のしっぽ 〜干支神さまたちの恩返し〜（うるか/みるか） [17]
- なごりさんは六堂和里になりきれない -恋愛偏差値0の心理学-（東出みか） [18]
- トリニティ×カラミティ〜淫らな躾と終わる世界〜（ウルリカ） [19]
- ママ×カノ＋（プラス）〜教え子のお母さんがエッチな先生で、娘もエッチになったら駄目ですか？〜（3組生徒H/女子生徒） [20]
- Hではじめた絶品バーガー 〜え？ご注文はおっぱいですか〜（霧緒 瀬奈） [21]
- 朝起きたら美少女になってたボクにお願いがあるんだって？しょうがないにゃあ・・いいよ。（トワ） [22]
- リリアンの冒険-賢者の塔と岩窟の大迷宮- [23]
- まいてつ Last Run!!（ニイロク） [24]
- シス△キャン（地原楓） [25]
- 闇染Liberator－闇堕ち勇者と堕ちる戦姫－（女神ニニア） [26]

2021年
- ISLAND DIARY（モカ） [27]
- 催眠奪女2 〜全てが僕の自由になる世界へようこそ〜 三門梓編（三門梓） [28]
- もっと！孕ませ！炎のおっぱい異世界 超エロサキュバス学園！（リジィ/ファビオラ） [29]
- ぱられるAKIBA学園（エルフフリージア） [30]
- 放課後⇒エデュケーション！ 〜先生とはじめる魅惑のレッスン〜（織女珠希） [31]
- エルフのお嫁さん 〜ハーレム婚推奨〜（リコ＝ニヴフ） [32]
- 彼女は友達ですか？恋人ですか？それともトメフレですか？Second（高峰ななこ） [33]
- アイドル姉妹をエッチにプロデュース！（真島夏叶） [34]
- Ｈではじけた悪戯ウィザード 〜魔法の力でいたずらし放題！〜（新野あひる） [35]

2022年
- 家庭教淫〜授業料はカラダで〜（松永葵） [36]
- 勇者を引退してよろず屋をオープンしたけど、なぜかアダルトグッズに人気が集中している件。（ヘレナ） [37]
- 姫と婬欲のテスタメント（ラーナ） [38]
- AMBITIOUS MISSION（プラム/他） [39]
- あの楽しかった田舎での夏休みをもう一度…（白石真優） [40]
- 廃村少女 〜妖し惑ひの籠の郷〜（烏野つばめ） [41]

2023年
- もっと！孕ませ！炎のおっぱい異世界 おっぱいメイド学園！（アナスターシャ・ミステランテ/フラン・フランシール） [42]
- 高嶺の花と魔法の壺（太川イチカ） [43]
- あねつまみ 〜魅惑の幼なじみお姉さん人妻とのめちゃエロ同棲LoveLife〜（木崎 怜奈） [44]
- WANNABE→CREATORS（紀伊國姫子） [45]
- せをはやみ。（宿海奈菜瀬） [46]
- TO･RA･WA･SE 〜囚われの偽妃が夢みる初夜〜（ヤルバ） [47]
- AMBITIOUS MISSION アフターエピソード1（プラム/他） [48]
- AMBITIOUS MISSION アフターエピソード2（プラム/他） [49]
- だらしがない巨乳お姉さんのお世話を焼いたら種付けハーレム生活をする事になった件（松永あかね） [50]

2024年
- 二股野郎とパパ活姉妹（高橋麗美） [51]
- 廃村少女 〜絡艶異聞〜（烏野つばめ） [52]
- ママハハは息子を愛してる！〜お母さんに甘えていいのよ…倫子ママのエッチなお世話事情（倉田倫子） [53]
- ボクが当主になるために今日からメイドとHします2（フラン） [54]
- Pure Cafe〜癒やしのカフェに通い詰める、僕の地方転勤生活〜（百合草桃花） [55]
- 彼女(ﾋﾛｲﾝ)は友達ですか？ 恋人ですか？ それともトメフレですか？　Ｗ（ダブル）（高峰ななこ） [56]
- 異世界縁交（朝比奈 結天） [57]
- 戦国†恋姫BRAVE壱 〜四国の鬼若子、長曾我部編〜（仙石 鈴果 秀久） [58]
- 悠刻のファムファタル（黒井宮子） [59]
- トキメキ性春エロマッサージ学園! 〜膣キュン×珍ムク×イカシアイ!!〜（春川 心愛） [60]
- キュウビ-神乳妖狐の慕情-（キュウビ） [61]
- ボクが当主になるために今日からメイドとHします+ サキュバス流えちえちお誕生日会♪（フラン） [62]
- セッ極性活 〜のぞみがえっちになる方法〜（笠島陽菜） [63]
- 異世界縁交After（朝比奈 結天） [64]
- 催眠性指導 -Secret Lesson-（紀野 さやか） [65]

2025年
- 廃村少女 外伝 〜嬌絡夢現〜（烏野つばめ） [66]
- もっと!孕ませ!炎のおっぱい異世界おっぱいバニー学園!（宇佐美 瑠那） [67]
- 極限痴漢特異点NEO（葉山 ひなの）

### ソーシャルゲーム
- にじげんカノジョ（小日向花梨）
- 電脳天使ジブリール（デネボラ）
- ときめき☆ラブフレンズ（高山ひかり）
- ミナシゴノシゴト -ORPHANS ORDER-（イクサ・アレス）
- Deep One 虚無と夢幻のフラグメント（アンナ・ルスカリューダ）
- LAST DRAGOON 〜禁断のXXX〜（ビーリヴ）
- アイオライトリンク（ナディア）
- 迷宮剣舞〜ダンジョンズ＆ソードダンサーズ（岩美真那）

### 音声作品
- 陰キャDDを煽って楽しむメ○ガキJ〇せいな（道屋せいな）
- ツンデレJ●クラス委員長のネトラレ修学旅行 〜体育教師にハメ倒される3泊4日〜【壁越しNTR】（戸泊楓）
- 憧れの小悪魔クラスメイトJKと教室のロッカーに閉じ込められて内緒のエッチ☆（まひる）
- 異世界召喚で勇者になってサクッと世界を救ったので、ケモミミ少女たちとイチャイチャします（ケルケル）
- 【ふたりの姉から濃厚えっちASMR】お姉ちゃんがシてくれたこと全部（ひばり）
- 【耳舐めご奉仕】『Healing of King〜奴隷ちゃんの、癒やしの全力どすけべ奉公〜』（奴隷ちゃん）
- 【バイノーラル】囁き・耳かき・添い寝・隠れ宿 夢見亭 秋華・御冬・姫乃（御冬）
- 【ハイレゾ×KU100バイノーラル】『透明になって町中オナニー! 〜気づかれないまま、エッチないたずらし放題〜』（ロロ・インバース）
- 心配症の妹は疲れたお兄ちゃんを甘やかす（のどか）

## ナレーション
- 家電量販店店内ナレーション

## イベント出演
- 美少女ゲームフェア キャララ!!
- TOKYO ERG SUMMIT  MC 出演
- ゆめゆむ  MC 出演

## ラジオ・配信
- 第27回放送！たまネコステーション！シルキーズSAKURA新春☆催眠奪女シリーズ座談会！  ゲスト
- シルプラドタバタ生放送  ゲスト（第113回）
- 電脳妄想開発室  ゲストパーソナリティ（第506回/第544回/第553回/第593回/第731回）
- 桃色ボイスクリニック  ゲスト

## 歌唱
- Brand new day!（ママハハは息子を愛してる! 〜お母さんに甘えていいのよ…倫子ママのエッチなお世話事情〜 主題歌）
  - 作詞：波野夏花・作曲編曲：風波徹
- 洗脳ラビリンス（屈辱3 主題歌）
  - 作詞：赤月ゆむ・作曲編曲：あきづきかおる
- Angelic Dark（闇染Liberator －闇堕ち勇者と堕ちる戦姫－ 主題歌）
  - 作詞：赤月ゆむ・作編曲：エスクード
- POP UP LOVE（ぱられるAKIBA学園 ED）						
  - 作詞：赤月ゆむ
- 繋いでいく未来（まいてつ Last Run!!）						
  - まいてつ Last Run!! トレーダー特典 赤月ゆむが歌うニイロクED

## 自主制作作品
- 2016年8月14日 -『AREA140』Mini Album
- 2017年10月29日 - 『秋葉めぐると電気街をデートしてみませんか？』Drama CD
- 2018年10月28日 - 『RE:START』Mini Album
- 2019年10月27日 - 『＃follow me』Mini Album

## 雑誌
- BugBug2025年1月号「BugBug声優STATION」インタビュー